# 나플리오
나플리오(현대 그리스어: Ναύπλιο) 또는 나우플리온(그리스어: Ναύπλιων)은 그리스 펠로폰네소스반도에 있는 항구 도시로, 아르골리다 만 북쪽 끝과 가까운 언덕 중턱까지 뻗어있다. 나플리오는 1829년부터 1834년까지 근대 그리스의 첫 수도였다. 아르골리다 현의 현청 소재지이며, 인구는 13,822명이다.

## 같이 보기
- 그리스의 역사
- 그리스의 정치